# Oppenheim (Németország)
Oppenheim város Németországban, Rajna-vidék-Pfalz tartományban, Mainz és Worms között.

## Története
Az 1950-es években végzett építkezési munkák során római kori falmaradványokat, cserepeket és falazott csatornát találtak. Egyes szakemberek azt feltételezik, hogy itt lehetett a Bucolica katonai tábor.
A település első fennmaradt írásbeli nyoma a 765-ből való, a lorschi füveskönyvben. Ekkor még frank faluként említik. 1008-ban vásárjogot kapott. 1076-ban az invesztitúraharcban játszott szerepet: a treburi és oppenheimi birodalmi gyűléseken a fejedelmek felszólították IV. Henrik német-római császárt, hogy szerezzen feloldozást a kiközösítés alól. Ezt követően került sor a császár Canossa-járására. Oppenheim 1225-ben II. Frigyes uralkodása alatt szabad császári városi rangot kapott.
A 14. században a várost elzálogosították a Mainzi Választófejedelemségnek, 1398-tól pedig a Pfalzi Választófejedelemséghez került. A harmincéves háború során 1620. szeptember 14-én a spanyol csapatok szállták meg. 1631 decemberében II. Gusztáv svéd király csapatai foglalták el. A pfalzi örökösödési háború során 1688-ban a franciák kezére került. 1689. május 31-én a francia csapatok Ezéchiel de Mélac tábornok vezetésével lerombolták a várat és elpusztították a várost. Oppenheim 1797-ig maradt pfalzi birtok, a francia megszállást követően 1816-tól a Hessen-Darmstadti Nagyhercegséghez csatolták.

## Fordítás
- Ez a szócikk részben vagy egészben  az   Oppenheim című német Wikipédia-szócikk fordításán alapul.  Az eredeti cikk szerkesztőit annak laptörténete sorolja fel. Ez a jelzés csupán a megfogalmazás eredetét és a szerzői jogokat jelzi, nem szolgál a cikkben szereplő információk forrásmegjelöléseként.